# Craterocephalus cuneiceps
Craterocephalus cuneiceps és una espècie de peix pertanyent a la família dels aterínids.

## Descripció
- Pot arribar a fer 8,5 cm de llargària màxima (normalment, en fa 5,5).[5][6][7]

## Alimentació
La seua dieta omnívora inclou invertebrats petits i matèria vegetal.

## Hàbitat
És un peix d'aigua dolça, bentopelàgic i de clima tropical, el qual pot tolerar temperatures per damunt dels 30 °C i nivells de salinitat que dupliquen els de l'aigua de mar.

## Distribució geogràfica
És un endemisme d'Austràlia.

## Observacions
És inofensiu per als humans.